# Otus enganensis
Совка Энггано, или  Энганская совка (Otus enganensis (лат.)) — вид птиц рода совок семейства совиных. Подвидов не выделяют.

## Описание
Представители данного вида достигают в длину от 18 до 20 сантиметров. Оперение от тёмно-красновато-коричневого до оливково-коричневого сверху. 
Присутствуют нечёткая полоса на затылке и светлая полоса на плечах. Низ от желтоватого до красновато-коричневого цвета. Глаза жёлтые. Ноги оперены до основания голубовато-серых пальцев.

## Образ жизни
Представители этого вида обитают в лесах, где, вероятно, питаются в основном насекомыми.

## Распространение
Вид является эндемиком острова Энгано у юго-западного побережья Суматры.